# Аючево
Аю́чево (рос. Аючево, башк. Айыусы) — село у складі Стерлітамацького району Башкортостану, Росія. Адміністративний центр Аючевської сільської ради.
Населення — 297 осіб (2010; 276 в 2002).
Національний склад:
- башкири — 99%